# Distretto di Tiedong
Il distretto di Tiedong (铁东区S, Tiědong QūP) è un distretto della Cina, situato nella provincia di Jilin e amministrato dalla prefettura di Siping.